# Wikipedia tiếng Macedonia
Wikipedia tiếng Macedonia (tiếng Macedonia: Википедија) là phiên bản tiếng Macedonia của Wikipedia, một bách khoa toàn thư mở.
Đây là phiên bản khởi động vào tháng 9 năm 2003 và có trên 22.554 bài viết và 7.457 thành viên vào ngày 25 tháng 12 năm 2008. Nó đạt 10.000 bài viết vào năm 2007.  Wikipedia tiếng Macedonia được nói đến trên một vài tờ báo Macedonia như Nova Makedonija.